# Посольство Парагвая в России
Посольство Республики Парагвай в Российской Федерации (исп. Embajada de la República del Paraguay ante la Federación de Rusia) — официальная дипломатическая миссия Парагвая в России, расположена в Москве на Якиманке на улице Коровий Вал. 
- Адрес посольства: 119049, Москва, улица Коровий Вал, дом 7, стр.1, офис 142
- Телефон/факс: +7 (499) 230 18 10
- Посол Республики Парагвай в Российской Федерации: Виктор Альфредо Вердун Битар (с 2022 г.)

## Дипломатические отношения
Первые контакты между Российской империей и Республикой Парагвай относятся к середине XIX века, когда началась переписка между императором Александром II и президентом Франсиско Соланой Лопесом. Дипломатические отношения между нашими странами установлены в апреле 1909 года, подтверждены 14 мая 1992 года. В 1993 году в Асунсьоне было учреждено почётное консульство России, а в 1994 году на взаимной основе — аккредитованы послы по совместительству. С 1997 по 1998 год в Москве функционировало посольство Парагвая, но было закрыто по бюджетным соображениям. В ноябре 2005 года оно возобновило свою работу.

## Отделы посольства
- Консульский отдел
- Культурный отдел
- Коммерческий отдел

## Послы
- Марсиал Бобадилья Гильен (2005—2013)
- Рамон Антеро Диас Перейра (2013—2022)
- Виктор Альфредо Вердун Битар (2022 — н. в.)